# Kati Wilhelm
Kati Wilhelm (Schmalkalden, 1976. augusztus 2. –) háromszoros olimpiai bajnok és ötszörös világbajnok német sílövő.

## Sportpályafutása
A sporton kívül hivatásos katonaként szolgáló sílövő 1999-től foglalkozik a biatlonnal.
Első jelentősebb nemzetközi versenye a 2000-ben Zakopanéban megrendezett Európa-bajnokság volt, ahol két harmadik helyezést ért el.
A felnőttek között ugyancsak 2000-ben szerepelt első alkalommal, a világkupa Hochfilzenben és Antholz-Anterselvaban megrendezett fordulóján. A világkupák egyik legeredményesebb német sílövője, összetett első helyen végzett a 2005-2006-os szezonban, valamint háromszor volt második és egyszer negyedik helyezett.
Világbajnokságon 2001-ben indult először, a szlovéniai Pokljukában megtartott viadalon sprintben az első lett, a váltóval pedig a második. Azóta szinte valamennyi világbajnokságra nevezte a német sílövő szövetség, öt első, négy második és négy harmadik helyet szerzett hazájának.
Olimpián 2002-ben volt először tagja a német csapatnak, Salt Lake Cityben három versenyszámban állt rajthoz, sprintben és a váltóval aranyérmes lett, az üldözőversenyen pedig a második helyen ért célba. 2006-ban Torinóban az üldözőversenyen végzett az első helyen, a váltóval valamint a tömegrajtos indítású viadalon a második lett.

## Eredményei

### Olimpia
| Év   | Világbajnokság | Versenyszám | Versenyszám | Versenyszám   | Versenyszám | Versenyszám | Versenyszám |
| Év   | Világbajnokság | Egyéni      | Sprint      | Üldözőverseny | Tömegrajtos | Váltó       |             |
| ---- | -------------- | ----------- | ----------- | ------------- | ----------- | ----------- | ----------- |
| 2002 | Salt Lake City |             | 1           | 2             |             | 1           |             |
| 2006 | Torino         | 16          | 7           | 1             | 2           | 2           |             |
| 2010 | Vancouver      | 4           | 30          | 12            | 25          | 3           |             |

### Világbajnokság
| Év   | Világbajnokság              | Versenyszám | Versenyszám | Versenyszám   | Versenyszám | Versenyszám | Versenyszám  |
| Év   | Világbajnokság              | Egyéni      | Sprint      | Üldözőverseny | Tömegrajtos | Váltó       | Vegyes váltó |
| ---- | --------------------------- | ----------- | ----------- | ------------- | ----------- | ----------- | ------------ |
| 2001 | Pokljuka                    |             | 1           | 7             | 5           | 2           |              |
| 2002 | Oslo Holmenkollen           |             |             |               |             |             |              |
| 2003 | Hanti-Manszijszk            |             | 37          | 38            | 22          | 3           |              |
| 2004 | Oberhof                     |             | 26          | 15            | 10          | 3           |              |
| 2005 | Hochfilzen Hanti-Manszijszk | 27          | 28          | 13            | 5           | 2           | 3            |
| 2006 | Pokljuka                    |             |             |               |             |             | 4            |
| 2007 | Antholz-Anterselva          | DNF         | 7           | 9             | 3           | 1           |              |
| 2008 | Östersund                   | 33          | 21          | 13            | 8           | 1           |              |
| 2009 | Phjongcshang                | 1           | 1           | 2             | 30          | 2           |              |
| 2010 | Hanti-Manszijszk            |             |             |               |             |             |              |

### Világkupa
| Idény   | Összesített eredmény Helyezés (pontszám) | Összesített eredmény Helyezés (pontszám) | Összesített eredmény Helyezés (pontszám) | Összesített eredmény Helyezés (pontszám) | Összesített eredmény Helyezés (pontszám) |
| Idény   | Összetett                                | Egyéni                                   | Sprint                                   | Üldözőverseny                            | Tömegrajtos                              |
| ------- | ---------------------------------------- | ---------------------------------------- | ---------------------------------------- | ---------------------------------------- | ---------------------------------------- |
| 2000/01 | 8 (476)                                  | 27 (29)                                  | 9 (213)                                  | 9 (126)                                  | 7 (94)                                   |
| 2001/02 | 8 (466)                                  | 56 (5)                                   | 6 (200)                                  | 8 (179)                                  | 6 (77)                                   |
| 2002/03 | 13 (429)                                 | 37 (9)                                   | 9 (198)                                  | 15 (120)                                 | 9 (93)                                   |
| 2003/04 | 8 (561)                                  | 23 (32)                                  | 7 (244)                                  | 7 (223)                                  | 20 (54)                                  |
| 2004/05 | 2 (833)                                  | 12 (82)                                  | 1 (305)                                  | 4 (281)                                  | 3 (126)                                  |
| 2005/06 | 1 (969)                                  | 7 (67)                                   | 1 (368)                                  | 1 (334)                                  | 2 (169)                                  |
| 2006/07 | 2 (863)                                  | 9 (75)                                   | 2 (317)                                  | 1 (284)                                  | 1 (169)                                  |
| 2007/08 | 4 (749)                                  | 22 (32)                                  | 3 (306)                                  | 3 (253)                                  | 2 (138)                                  |
| 2008/09 | 2 (952)                                  | 4 (115)                                  | 4 (347)                                  | 1 (272)                                  | 2 (186)                                  |
| 2009/10 | 7 (733)                                  | 3 (121)                                  | 5 (303)                                  | 11 (151)                                 | 7 (140)                                  |

| 2000/01    | Pokljuka/Antholz-Anterselva Váltó Pokljuka Sprint (VB) Lake Placid Sprint                                                                            | Pokljuka Váltó (VB) | Pokljuka/Antholz-Anterselva Sprint                                                                                               |
| 2001/02    | Pokljuka Váltó Ruhpolding Váltó Salt Lake City Sprint (O) Salt Lake City Váltó (O)                                                                   | Breznóbánya Sprint Salt Lake City Üldözőverseny (O) | |
| 2002/03    | Östersund Váltó Östersund Üldözőverseny Oberhof Váltó Lahti Tömegrajtos Östersund Sprint                                                             | Breznóbánya Váltó Ruhpolding Váltó Antholz-Anterselva Váltó | Lahti Sprint Hanti-Manszijszk Váltó (VB)                                                                                         |
| 2003/04    | Ruhpolding Váltó | Kontiolahti Üldözőverseny Hochfilzen Váltó Lake Placid Sprint Oslo Holmenkollen Sprint | Oberhof Váltó (VB) Fort Kent Üldözőverseny                                                                                       |
| 2004/05    | Oberhof Váltó Antholz-Anterselva Sprint Cesana San Sicario Sprint Hanti-Manszijszk Üldözőverseny                                                     | Beitostølen Váltó Oberhof Üldözőverseny Ruhpolding Váltó Hochfilzen Váltó (VB) Hanti-Manszijszk Tömegrajtos | Oberhof Sprint Cesana San Sicario Egyéni Pokljuka Tömegrajtos                                                                    |
| 2005/06    | Hochfilzen Sprint Oberhof Sprint Antholz-Anterselva Sprint Antholz-Anterselva Üldözőverseny Torino Üldözőverseny (O) Oslo Holmenkollen Üldözőverseny | Östersund Üldözőverseny Breznóbánya Sprint Breznóbánya Üldözőverseny Oberhof Váltó Ruhpolding Sprint Ruhpolding Üldözőverseny Torino Váltó (O) Torino Tömegrajtos (O) Pokljuka Üldözőverseny Kontiolahti Üldözőverseny Kontiolahti Tömegrajtos | Hochfilzen Váltó |
| 2006/07    | Pokljuka Üldözőverseny Antholz-Anterselva Váltó (VB)                                                                                                 | Östersund Sprint Hochfilzen Váltó Oberhof Váltó Ruhpolding Váltó Ruhpolding Tömegrajtos Pokljuka Tömegrajtos Lahti Sprint Lahti Üldözőverseny                                                                                                  | Pokljuka Sprint Antholz-Anterselva Tömegrajtos (VB) Lahti Egyéni Oslo Holmenkollen Üldözőverseny                                 |
| 2007/08    | Hochfilzen Váltó Oberhof Váltó Ruhpolding Váltó Östersund Váltó (VB) Antholz-Anterselva Sprint Oslo Holmenkollen Tömegrajtos                         | Kontiolahti Sprint Ruhpolding Üldözőverseny Oslo Holmenkollen Üldözőverseny | Hochfilzen Sprint Hochfilzen Üldözőverseny Ruhpolding Sprint Antholz-Anterselva Tömegrajtos Oslo Holmenkollen Sprint             |
| 2008/09    | Oberhof Tömegrajtos Ruhpolding Váltó Phjongcshang Egyéni (VB) Phjongcshang Sprint (VB) Vancouver Váltó                                               | Östersund Egyéni Oberhof Váltó Ruhpolding Üldözőverseny Ruhpolding Sprint Phjongcshang Üldözőverseny (VB) Phjongcshang Váltó (VB) | Östersund Üldözőverseny Hochfilzen Váltó Antholz-Anterselva Sprint Antholz-Anterselva Tömegrajtos Phjongcshang Vegyes váltó (VB) |
| 2009/10    | Östersund Váltó | Antholz-Anterselva Egyéni Kontiolahti Vegyes váltó | Vancouver Váltó (O) Kontiolahti Sprint                                                                                           |
| Összesítés | Egyéni: 1 Sprint: 11 Üldözőverseny: 6 Tömegrajtos: 3 Váltó: 16 Vegyes váltó: 0 ------------ Összesen: 37                                             | Egyéni: 2 Sprint: 9 Üldözőverseny: 13 Tömegrajtos: 5 Váltó: 15 Vegyes váltó: 1 ------------ Összesen: 45 | Egyéni: 2 Sprint: 9 Üldözőverseny: 4 Tömegrajtos: 4 Váltó: 5 Vegyes váltó: 1 ------------ Összesen: 25                           |

- O - Olimpia és egyben világkupa forduló is.
- VB - Világbajnokság és egyben világkupa forduló is.